# Кілер (фільм, 1997)
«Кілер» (пол. Kiler, 1997) — комедійний фільм Юліуша Махульського.

## Сюжет
Комісар поліції (Штур) арештовує на місці вбивства бандита на прізвисько Гільотина звичайного таксиста з прізвищем Кілер (Пазура), думаючи, що спіймав легендарного польського кілера, що здійснив десятки вбивств по цілому світу. Довести свою невинність таксисту не вдається, і він потрапляє до в'язниці. Справжнього кілера ніхто ніколи не бачив, і впливовий бандит Шара (Ревіньський) викрадає Кілера під час перевезення до іншої в'язниці й доручає йому вбити партнера (сенатора Ліпського (Енґлерт)), оскільки не хоче ділитись із ним доларами, які отримувач повинен забрати з митниці. Кілер погоджується, Ліпський робить йому аналогічну пропозицію. За тим, що відбувається, слідкує амбітна тележурналістка Єва (Кожуховська), яку Шара також «замовляє» прибрати, бо вона набридла йому постійними викриттями. Будучи насправді людиною мирною, Кілер все розповідає журналістці, і вони об'єднують зусилля. В результаті таксист не тільки виходить сухим з води, але і привласнює всі гроші, обманувши і мафію, й поліцію.
Весела, приємна комедія з елементами пародії.

## У ролях
- Єжи Штур
- Катажина Фігура (Katarzyna Figura)
- Цезарій Пазура (Cezary Pazura)
- Марек Кондрат (Marek Kondrat)
- Малгожата Кожуховска (Małgorzata Kożuchowska)
- Януш Ревіньскі (Janusz Rewiński)
- Ян Енґлерт (Jan Englert)
- Кшиштоф Кєршновський

## Цікаві факти
- В епізоді викрадення грошей використовується фургон із надписом на борті «Генрик Квінто, надійні сейфи», що відсилає до першого фільму Ю. Махульського «Ва-банк».